# Szilágysámson község
Szilágysámson község (románul: Comuna Șamșud) község Szilágy megyében, Romániában. Központja Szilágysámson, hozzá tartozik Mocsolya.

## Népessége
A 2011-es népszámlálás adatai alapján a község népessége 1723 fő volt.